# 湯浅浩史
湯浅 浩史（ゆあさ ひろし、1940年5月24日 - ）は、日本の植物学者、文筆家。前東京農業大学教授。

## 略歴
神戸市生まれ。1963年、兵庫農科大学（現・神戸大学）農学部農林生物学科卒業。1968年、東京農業大学大学院農学研究科博士課程修了、農学博士。1968年、同大学育種学研究所所員、1975年、進化生物学研究所研究員、2000年、東京農業大学短期大学部教授、2005年、東京農業大学農学部バイオセラピー学科教授、2011年、退任。一般財団法人進化生物学研究所理事長・所長、生き物文化誌学会会長。1994年松下幸之助花の万博記念奨励賞受賞。村田源とともにベンケイソウ科のセトウチマンネングサをツシママンネングサの新変種 Sedum yabeanum var. setouchiense として記載した（後に大場秀章によるツシママンネングサに対応する学名の変更に伴い Sedum polytrichoides var. setouchiense と改められた）。
また、2001年5月1日から2006年3月31日にかけて、『朝日新聞』（時期によって朝刊・夕刊のいずれかに掲載）の第1面にてコラム『花おりおり』（全1564回）を連載していた。

## 著書
- 『さし木・つぎ木の楽しみ方』池田書店 ドウ・ブックス 1977
- 『びっくり動物105話 ほ乳類』ティビーエス・ブリタニカ 1978
- 『農薬を使わないミニミニ菜園 健康な野菜づくり』健友館 1980
- 『花の履歴書』朝日新聞社 1982　のち講談社学術文庫
- 『農薬を使わないミニミニ菜園 イラスト版』広瀬高一イラスト 健友館 1986
- 『植物と行事 その由来を推理する』朝日選書 1993　『植物でしたしむ、日本の年中行事』朝日文庫
- 『マダガスカル異端植物紀行』日経サイエンス社 1995
- 『草木の本』木原浩写真 光琳社出版 1998
- 『世界の不思議な植物 動物みたい!』誠文堂新光社 子供の科学ライブラリー　1998
- 『世界の不思議な植物 わたしがイチバン!』誠文堂新光社 子供の科学ライブラリー　1998
- 『花おりおり 愛蔵版』矢野勇写真 朝日新聞社 2002
- 『花おりおり 愛蔵版 その2-3』矢野勇,平野隆久,茂木透写真 朝日新聞社 2003-04
- 『森の母・バオバブの危機』写真・文 日本放送出版協会 2003
- 『植物ごよみ』朝日選書 2004
- 『花おりおり ポストカードブック』矢野勇写真 朝日文庫　2004
- 『花おりおり 愛蔵版 その5』矢野勇,平野隆久,茂木透,鈴木庸夫,永田芳男写真 朝日新聞社 2006
- 『世界の不思議な植物 厳しい環境で生きる』誠文堂新光社 子供の科学・サイエンスブックス　2008
- 『世界の不思議な花と果実 さまざまなしくみと彩り』誠文堂新光社 子供の科学・サイエンスブックス　2009
- 『植物からの警告』ちくま新書 2012
- 『世界の葉と根の不思議 環境に適した進化のかたち』誠文堂新光社 子供の科学・サイエンスブックス　2012
- 『世界の不思議な野菜 これって食べられるの!?驚きの姿のひみつ』誠文堂新光社 子供の科学★サイエンスブックス　2014
- 『ヒョウタン文化誌　人類とともに一万年』岩波新書、2015

### 編・監修
- 『園芸植物』編 小学館 万有ガイド・シリーズ 1984
- 『マメ科資源植物便覧』前川文夫共編 日本科学協会 1987　内田老鶴圃 1989
- 『瀬川孝吉台湾先住民写真誌』編 東京農業大学出版会、2001
- 『野菜料理百科事典』全3巻　大阪あべの辻調理師専門学校,五明紀春共監修 講談社 2002
- 『いちばん!の図鑑』今泉忠明,岡島秀治,饒村曜,真鍋真共監修 学研教育出版 ニューワイド学研の図鑑 2010

## 論文
- Cinii